# If (Janet Jackson-dal)
Az If Janet Jackson amerikai pop- és R&B-énekesnő második kislemeze ötödik, janet. című albumáról.

## Háttere
A dalt Janet, valamint Jimmy Jam és Terry Lewis írták. Egy részletet használ fel a The Supremes 1969-es Someday We’ll Be Together című számából. A dal erős gitárvonalra épül, a hiphop/new jack swing elemek és az elektromos gitár kombinációja új dolog volt Jackson zenéjében.

## Fogadtatása
Az If a negyedik helyig jutott a Billboard Hot 100-on és listavezető lett a Hot Dance Club Play slágerlistán. Az Egyesült Államokban aranylemez lett.

## Videóklip és remixek
Az If videóklipjét Dominic Sena rendezte, és Kínában játszódik valamikor a jövőben, keveri a kulturális elemeket a modern technológiával. A klip egy exkluzív nightclubban játszódik, több eleme is erősen erotikus töltetű, transzvesztiták, prostituáltak szerepelnek benne és a voyeurizmus is szerepet kap, ezért készült belőle cenzúrázott változat is. Jackson tánccal szórakoztatja a nézőket, és csábítóan viselkedik egyikükkel; közben a klub vendégei monitorokon egymást figyelik.
A kislemezre remixeken kívül felkerült egy bónuszdal is, a One More Chance, amit Janet egyik bátyja, Randy Jackson írt, és eredetileg a The Jacksons 1984-ben megjelent, Victory című albumán szerepelt.

### Hivatalos remixek, változatok listája
- Brothers in Rhythm House Mix (7:10)
- Brothers in Rhythm Swing Yo Pants Mix (6:20)
- Brothers in Rhythm Dub (7:00)
- D&D 7" Mix/Adult 7" Radio Mix (4:41)
- D&D 12" Mix/Adult 12" (5:47)
- D&D JDD Mix/Adult Dub (5:26)
- Extended LP Mix (5:40)
- Janet’s Jeep Mix (6:26)
- Radio Edit (3:49)
- Short Single Edit (2:59)
- Tee’s Freeze Mix (6:14)
- Tee’s Radio Edit (4:02)
- Tee’s Capella (2:09)
- TNT Bass Mix (5:36)

## Változatok[1]
| 7" kislemez (USA, Egyesült Királyság, Franciaország) CD kislemez (Franciaország) Mini CD (Japán) 1. If (Radio Edit) 2. One More Chance 12" maxi kislemez (Egyesült Királyság) 1. If (Brothers in Rhythm House Mix) 2. If (Brothers in Rhythm Dub) 3. If (Radio Edit) 4. If (Extended LP Mix) 5. If (Brothers in Rhythm Swing Yo Pants Mix) 6. If (D&D 12" Mix) 12" maxi kislemez (USA) 1. If (Brothers in Rhythm House Mix) 2. If (Brothers in Rhythm Swing Yo Pants Mix) 3. If (Tee’s Freeze Mix) 4. If (Extended LP Mix) | CD maxi kislemez (USA) 1. If (Brothers in Rhythm House Mix) 2. If (Brothers in Rhythm Swing Yo Pants Mix) 3. If (Tee’s Freeze Mix) 4. If (Extended LP Mix) 5. If (TNT Bass Mix) 6. If (D&D 12" Mix) 7. If (Short Single Edit) 8. One More Chance CD maxi kislemez (Egyesült Királyság, Japán) 1. If (Radio Edit) 2. If (Brothers in Rhythm House Mix) 3. If (Tee’s Freeze Mix) 4. If (Brothers in Rhythm Swing Yo Pants Mix) 5. If (Extended LP Mix) 6. If (D&D 12" Mix) Kazetta (USA, Egyesült Királyság) 1. If (Album Edit) 2. One More Chance |

## Helyezések
| Slágerlista (1993)                                 | Legmagasabb helyezés |
| -------------------------------------------------- | -------------------- |
| USA Billboard Hot 100                              | 4                    |
| USA Billboard Hot 100 Airplay                      | 3                    |
| USA Billboard Hot 100 R&B/Hip Hop Singles & Tracks | 3                    |
| USA Billboard Top 40 Mainstream                    | 2                    |
| USA Billboard Hot Dance/Club Play                  | 1                    |
| USA Billboard Hot Dance Music/Maxi Single Sales    | 4                    |
| USA Billboard Rhythmic Top 40                      | 3                    |
| USA ARC Top 40                                     | 1                    |
| Ausztrál ARIA Top 50                               | 18                   |
| Belga kislemezlista                                | 31                   |
| Brit kislemezlista                                 | 14                   |
| Dél-afrikai kislemezlista                          | 1                    |
| Finn kislemezlista                                 | 12                   |
| Holland kislemezlista                              | 10                   |
| Kanadai kislemezlista                              | 1                    |
| Német kislemezlista                                | 25                   |
| Svájci kislemezlista                               | 27                   |